# 中华人民共和国第二十一届图书交易博览会
中华人民共和国第二十一届图书交易博览会，简称第二十一届书博会，于2011年5月27日在主会场重庆南坪国际会展中心开幕，本次书博会大庆分会场于28日开幕，齐齐哈尔、牡丹江、佳木斯、鸡西分会场于29日开幕。